# Neva Leoni
Neva Leoni (Roma, 2 settembre 1992) è un'attrice italiana.

## Biografia
Nata a Roma, Neva Leoni dopo il diploma del liceo classico statale Dante Alighieri, ha frequentato per due anni la scuola di canto Ro.Gi, poi la scuola di Canto Saint Louis e un corso presso l'accademia internazionale teatrale Circo a Vapore.

## Carriera
Adolescente, ottiene vari ruoli secondari al cinema ed in televisione, partecipando in particolare alla commedia Genitori & figli - Agitare bene prima dell'uso di Giovanni Veronesi. Sceglie in seguito di terminare gli studi prima di riprendere la carriera di attrice. Nel 2014, recita a fianco di Stephen Baldwin, Danny Glover, Daryl Hannah e Michael Madsen nel film di fantascienza 2047 - Sights of Death di Alessandro Capone. 
Nel 2014 è nel cast della terza stagione della fiction Che Dio ci aiuti, comparendo come guest star anche nel primo episodio della quarta e riprendendo il suo ruolo nell'episodio 17 della ottava stagione, nel 2025.  Nel 2016 è tra i personaggi principali della serie Questo nostro amore, sotto la regia di Isabella Leoni. Dal 2018 al 2022 prende parte alla serie Il paradiso delle signore nel ruolo di Tina Amato.
Dal 2023 è protagonista della serie Il patriarca di e con Claudio Amendola.

## Vita privata
È sposata dal 2022 con l'attore comico Claudio Colica del duo Le Coliche.

## Filmografia

### Cinema
- Italian Dream, regia di Sandro Baldoni (2008)
- Genitori & figli - Agitare bene prima dell'uso, regia di Giovanni Veronesi (2009)
- Tutta colpa di Freud, regia di Paolo Genovese (2014)
- Smetto quando voglio, regia di Sydney Sibilia (2014)
- 2047 - Sights of Death, regia di Alessandro Capone (2014)
- The Answer, la risposta sei tu, regia di Ludovico Fremont (2015)
- Miami Beach, regia di Carlo Vanzina (2016)
- Non c'è campo, regia di Federico Moccia (2017)
- Fellini Forward, regia di Drea Cooper, Zackary Canepari e Maximilian Niemann (2021)
- Finché notte non ci separi, regia di Riccardo Antonaroli (2024)

### Televisione
- R.I.S. Roma - Delitti imperfetti, regia di Fabio Tagliavia – serie TV, episodio 1x12 – serie TV (2010)
- Che Dio ci aiuti  – serie TV, 22 episodi (2014, 2017, 2025)
- Solo per amore – serie TV, 5 episodi (2015)
- Questo è il mio paese, regia di Michele Soavi – serie TV, episodio 1x01 (2015)
- Questo nostro amore – serie TV, 8 episodi (2017-2018)
- Il paradiso delle signore – soap opera, 243 episodi (2018-2019, 2021-2022)
- Ritoccàti – serie TV, 15 episodi (2020-2023)
- Cuori  – serie TV, (2021, 2023)
- Il patriarca – serie TV, 24 episodi (2023-2024)
- Belcanto, regia di Carmine Elia – serie TV (2025)

## Teatro
- Romeo e Giulietta, di William Shakespeare, regia di Gigi Proietti (2013)
- Racconto d'inverno, di William Shakespeare, regia di Elena Sbardella (2016)
- Quattro cani per un osso, di John Patrick Shanley, regia di John R. Pepper (2018)